# 北神戸田園スポーツ公園
北神戸田園スポーツ公園（きたこうべ・でんえんスポーツこうえん）は、兵庫県神戸市北区にあるスポーツ施設群などを有する都市公園（総合公園）である。施設は神戸市が所有し、神戸電鉄が指定管理者として運営管理を行っている。

## 主な施設
- 北神戸田園スポーツ公園野球場（あじさいスタジアム北神戸・メイン球場）
  - サブ球場：2面
- 体育館
- 芝生広場
- ジョギングコース
- 棚田

## 交通
- 神戸電鉄三田線・二郎駅から徒歩約30分。
- 神戸電鉄三田線岡場駅、神鉄道場駅から神姫バス68系統